# Blécourt (Alta Marna)
Blécourt è un comune francese di 111 abitanti situato nel dipartimento dell'Alta Marna nella regione del Grand Est.

## Società

### Evoluzione demografica
Abitanti censiti